# Lo strano vizio della signora Wardh
Lo Strano Vizio della Signora Wardh (Brasil: Lâmina Assassina / Portugal: O Estranho Vício da Senha Wardh) é um filme do sub-gênero Giallo italiano de 1971, dirigido por Sergio Martino, estrelando George Hilton, Edwige Fenech e Conchita Airoldi. É o primeiro filme de Martino do sob-gênero giallo. A letra "h" foi adicionada ao nome Wardh, porque uma mulher italiana chamada Ward ameaçou com ação legal sobre o título original, potencialmente prejudicando o seu nome, pouco antes do lançamento do filme. O filme também foi conhecido como Next! ou The Next Victim.

## Sinopse
Julie Wardh, de volta a Viena com seu marido diplomata Neil, encontra a cidade aterrorizada por um maníaco assassino. Imediatamente se lembra de Jean, seu violento e sádico ex-namorado, que convenientemente voltou a cidade ao mesmo tempo do início dos assassínios e retomando o contato com ela, parece querer reatar o romance. Também entra em cena o enigmático e elegante George que também demonstra seus interesses em relação a Julie. Assim, acompanhando os passos do assassino, Julie deve descobrir quem, entre os homens a sua volta, tem intenções mais nefastas que apenas leva-la para cama.